# Port lotniczy Maiduguri
Port lotniczy Maiduguri (IATA: MIU, ICAO: DNMA) – port lotniczy położony w Maiduguri, w stanie Borno, w Nigerii. 

## Linie lotnicze i połączenia
| Linia Lotnicza | Kierunek                                     |
| -------------- | -------------------------------------------- |
| Azman Air      | 1. Abudża 2. Kaduna 3. Kano 4. Lagos 5. Yola |
| Max Air        | 1. Abudża                                    |